# Pachydactylus haackei
Pachydactylus haackei är en ödleart som beskrevs av  William Roy Branch BAUER och GOOD 1996. Pachydactylus haackei ingår i släktet Pachydactylus och familjen geckoödlor. Inga underarter finns listade i Catalogue of Life.